# Daklizumab
Daklizumab je humanizovano IgG1 monoklonalno antitelo koje se vezuje za ljudski IL-2 receptor T ćelija (anti-Tac ili anti-CD25). Koristi se za sprečavanje odbacivanja nakon transplantacije organa, posebno transplanta bubrega. Lek se takođe izučava za moguću primenu u lečenu multiple skleroze. Daclizumab je kompozit ljudske (90%) i glodarske (10%) sekvence. Ljudska sekvenca je izvedena iz konstantnih domena ljudskog IgG1 i varijabilnih okvirnih regiona Eu mijelomnog antitela. Glodarska sekvenca je izvedena iz regiona koji određuju komplementarnost u glodarskom anti-Tac antitelu.

## Literatura
- Hardman JG, Limbird LE, Gilman AG (2001). Goodman & Gilman's The Pharmacological Basis of Therapeutics (10. изд.). New York: McGraw-Hill. ISBN 0071354697. doi:10.1036/0071422803.
- Thomas L. Lemke; David A. Williams, ур. (2007). Foye's Principles of Medicinal Chemistry (6. изд.). Baltimore: Lippincott Willams & Wilkins. ISBN 0781768799.

## Spoljašnje veze
|  | Molimo Vas, obratite pažnju na važno upozorenje u vezi sa temama iz oblasti medicine (zdravlja). |